# Heliconius microclea
Heliconius microclea är en fjärilsart som beskrevs av William James Kaye 1907. Heliconius microclea ingår i släktet Heliconius och familjen praktfjärilar. Inga underarter finns listade i Catalogue of Life.